# 底痕

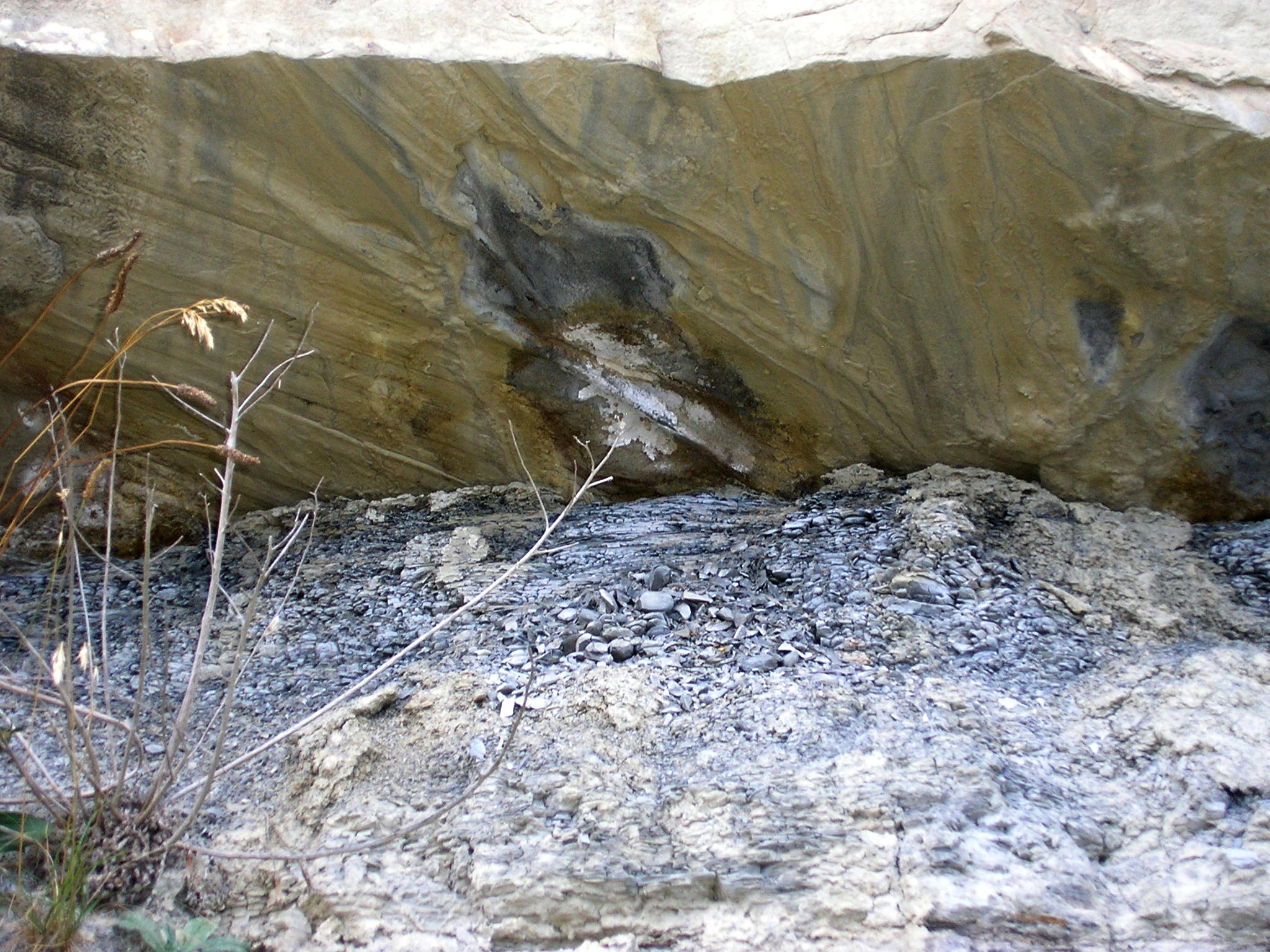
砂岩層の底面にみられる底痕（グルーブキャスト）。混濁流に伴う流れにより、小石が直線状に海底（泥）を削りながら堆積したと推察される。写真中央より下部の剥離した岩片や岩塊類は泥岩。

底痕（ていこん、英: sole mark、ソールマーク）とは、主に砂岩層の底面にみられる堆積構造の一種。泥などの堆積物の表面につくられた溝の上に砂の粒子が堆積し、固結した後に砂岩層の底 (sole) に付く模様のこと。層裏痕とも。
海底の底ではなく単層（地層）の底を指すが、海底にみられる何らかの痕跡を「底痕」と呼ぶこともあり、その命名者などが大勢いることからソールマークと称呼する場合が多い。水流のほか何らかに削られた跡を削痕といい、運搬された粒子のほか何らかの物による跡を物痕（英: tool mark）という。なお、水流により海底に直接刻まれた模様は漣痕といい、紛らわしいときはリップルマーク（漣痕と同義）と呼ぶ。

## 底痕の分類
砂泥互層からなる砂岩層の下底によく認められ、大陸斜面のような海底の斜面直下における混濁流による堆積物、いわゆるタービダイトによって形成されると顕著な特徴が現れる。混濁流（乱泥流）による粒子の沈降は級化作用により下方ほど粗粒、上方ほど細粒になる。従って、凝固していない泥の層直上に砂等が堆積するため、元の地形環境が明瞭に保存され、比較的硬質な砂岩層にプリントされた跡が残ることになる。
底痕は成因によって次の3種に大別される。
流痕（英: current mark）
水流の作用によって形成。堆積時に泥が削られる無機的な形成。その成因から、堆積物を運搬した流れの方向（古流向）を推定する有力な手がかりであり、後背地（堆積物の供給元）の考察など、堆積環境を復元する上で他の堆積構造（斜交層理など）と共に重視される。
荷重痕（英: load cast）
重力の作用によって形成。堆積後に砂の層の荷重により泥の層に砂がめり込むようになる無機的な形成。
生痕（英: trace fossl）
古生物の活動によって形成。泥の層にある巣穴、這い跡、足跡、糞化石などの痕跡上に砂が堆積しトレースされたもの。トレースされた生痕化石。群集していることが多く、堆積環境が浅海にあることを示す。生物そのものを巻き込み堆積した化石を包含して指すこともある。

## 流痕の種類

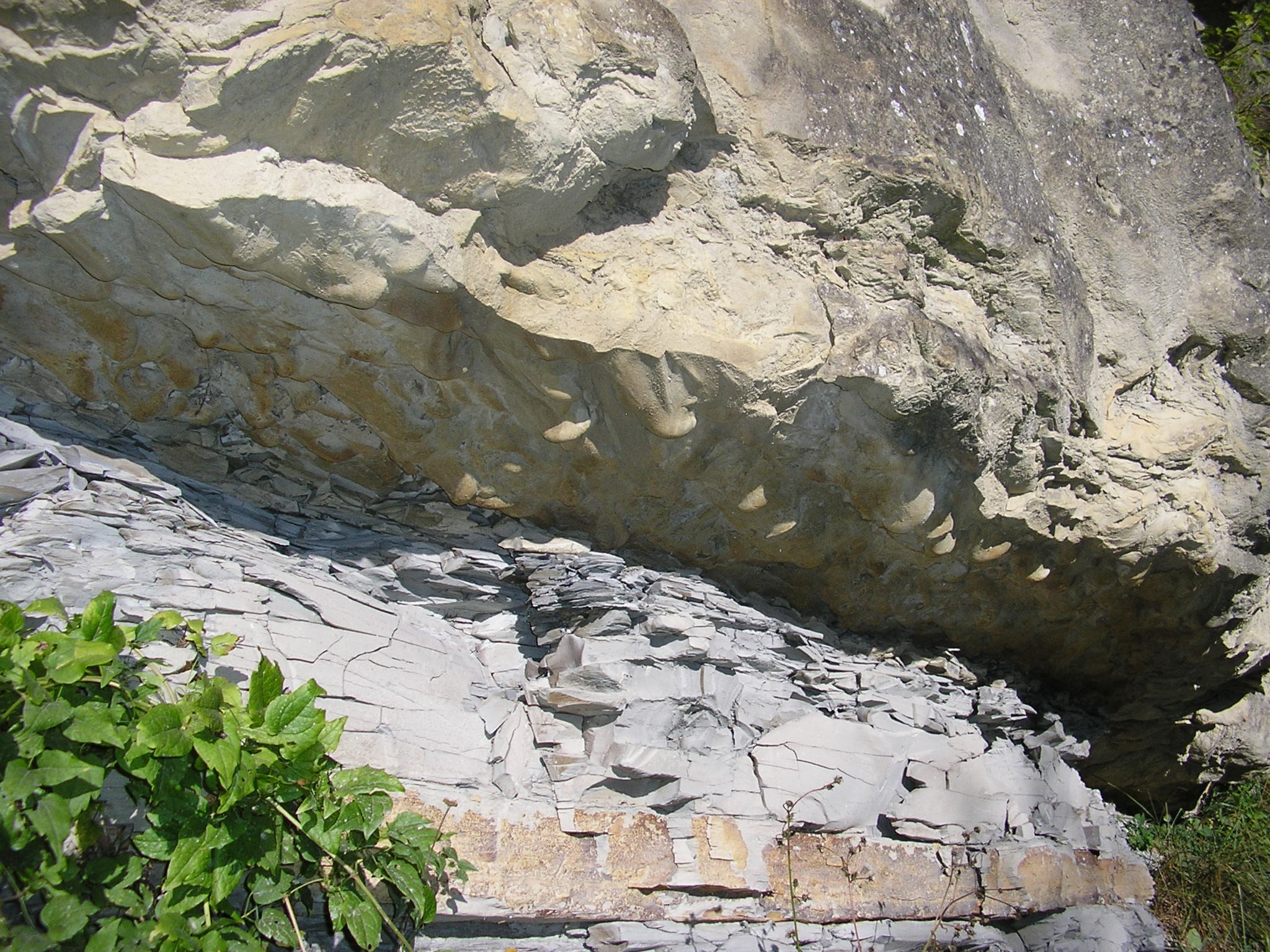
フルートキャスト群が露出する。古流向は左上。

砂岩層の底にトレースされた凹凸を逆に考え、泥の層につけられた痕跡として解析する。ここでいう流痕は流れに関係してできた小さなマーキングの総称を指す。マークはキャスト（カスト、cast）とも称呼する。
フルートマーク（英: flute mark）
水流が泥の層を削るときにできるくぼみ（渦をまきながら削られる）がトレースされたもの。長円、楕円形の凸状が形成。流れの方向（堆積物の供給方向）が特定される。
クレッセントマーク（英: crescent mark）
水底の粒子（礫であることが多い）付近を流れる水流が粒子の側方を流れる際に、粒子の上流側と側方およびその延長上の泥の層を削り込んで形成された三日月型のくぼみがトレースされたもの。水流を遮る物の後方などによくできる。三日月型のやや凹状部と、その中が長円から楕円状の凸部になる。
スキップマーク（英: skip mark）
水流により礫などの粒子が跳躍した跡がトレースされたもの。小石ならば三角から楕円型の凸状となる。断続的に形成されることもある。跳躍した粒子の入射角によって、プロッドマーク (prod mark)、バウンズマーク (bounce mark)、ブラッシュマーク (brush mark) とも言われる。
グルーブマーク（英: groove mark）
水流により主に小石が運搬された時に海底を削った跡がトレースされたもの。連続する半円柱型の凸状となる。円柱の方向が水流の方向を示すがグルーブマーク単独での流れの向きまでは判別困難なことが多い。
他にも形状による多種の形態が確立している。流痕は石灰岩層やチャート層の底面にみられることもある。チャートは粒子が小さくかつ硬質なため細部まで元地形がトレースされ、固結までの保存状態が良いと比較的容易な地形判読が可能となる。